# Bathythrix crassa
Bathythrix crassa är en stekelart som beskrevs av Henry Keith Townes, Jr. 1983. Bathythrix crassa ingår i släktet Bathythrix och familjen brokparasitsteklar. Inga underarter finns listade.